# Jan Serner
Jan Serner (* 1975 in der DDR) ist ein deutscher Leichtathlet.
Serner ist 2011 deutscher Meister im Hochsprung in der Altersklasse M40 mit 2,03 m geworden. Im September 2016 nahm er mit der Nationalmannschaft an einem Länderkampf im französischen Sarreguemines teil. Im Januar 2017 nimmt er an der Deutschen Hallenmeisterschaft in Erfurt teil.
In Düren spielte Serner zuerst Fußball, nachdem er in der DDR bereits mit dem Hochsprung angefangen hatte. Da seine Eltern als DDR-Flüchtlinge
verurteilt worden waren, wurde er im Sport dort nicht mehr gefördert.
Serner startet für den Dürener Turnverein 1847 e. V. (DTV).
Der 1,89 m große Polizist wohnt seit 1988 in Düren.